# Erich Zepler
Erich Ernst Zepler (27 de gener de 1898 - 13 de maig de 1980), posteriorment conegut com a Eric Ernest Zepler, fou un expert en electrònica i compositor d'escacs jueu alemany.
Va estudiar física a Berlín i Bonn abans d'obtenir un doctorat per la Universitat de Würzburg. Va començar a treballar per a Telefunken, i va esdevenir-ne el cap dels laboratoris de receptors de ràdio. Com que era jueu, va haver de marxar d'Alemanya el 1935, deixant enrere totes les seves possessions, i es va establir a Anglaterra. Allà va llevar la lletra h del seu nom, i es va quedar en Eric, i va trobar feina a la Marconi Company. El 1947 va fundar el Departament d'Electrònica a l'University College, Southampton (actualment Universitat de Southampton), un dels primers del món. El 1949 s'hi va crear per a ell el càrrec de President d'Electrònica. El departament és actualment hostatjat a l'Edifici Zepler, anomenat així en el seu honor. Els anys 1959 i 1960 fou president de la British Institution of Radio Engineers (IRE). Va escriure diversos manuals sobre electrònica, el més conegut d'ells fou el sprimer, The Technique of Radio Design. Es diu que moltes de les seves ràdios es varen fer servir durant la II Guerra Mundial (per ambdós bàndols).

## Compositor d'escacs
Zepler va ser també una figura destacada en el camp dels problemes d'escacs. Fou un dels principals compositors de la Nova Escola Alemanya (també coneguda com a Escola Lògica). Va compondre principalment problemes de mat directe en tres o més moviments, i també va produir un petit nombre d'estudis de final. El 1957 va esdevenir Jutge Internacional de Composició d'Escacs, i el 1973 Mestre Internacional de Composició d'Escacs. Ell és l'epònim del doblatge de Zepler, després del problema pioner sobre el tema que va publicar al Hamburgischer Correspondent el 1929.
Zepler va treballar sovint amb un altre problemista alemany, Adolf Kraemer; Im Banne des Schachproblems (1951, revisat el 1971) és una col·lecció dels seus millors treballs i és considerada una de les més bones col·leccions de problemes d'escacs de tots els temps. Ambdós varen publicar també Problemkunst im 20.Jahrhundert (1956), una compilació dels que ells consideraven els millors problemes del segle xx. La seva amistat era remarcable, tenint en compte que Kraemer va ser membre confirmat de les SA, i possiblement de les SS.
|   | a | b | c | d | e | f | g | h |   |
| 8 | b7 negres peó · f7 blanques rei · h7 negres peó · f5 negres peó · c4 blanques dama · f4 blanques peó · a3 negres rei · c3 blanques peó · h3 blanques alfil · d2 blanques torre · b1 negres dama | b7 negres peó · f7 blanques rei · h7 negres peó · f5 negres peó · c4 blanques dama · f4 blanques peó · a3 negres rei · c3 blanques peó · h3 blanques alfil · d2 blanques torre · b1 negres dama | b7 negres peó · f7 blanques rei · h7 negres peó · f5 negres peó · c4 blanques dama · f4 blanques peó · a3 negres rei · c3 blanques peó · h3 blanques alfil · d2 blanques torre · b1 negres dama | b7 negres peó · f7 blanques rei · h7 negres peó · f5 negres peó · c4 blanques dama · f4 blanques peó · a3 negres rei · c3 blanques peó · h3 blanques alfil · d2 blanques torre · b1 negres dama | b7 negres peó · f7 blanques rei · h7 negres peó · f5 negres peó · c4 blanques dama · f4 blanques peó · a3 negres rei · c3 blanques peó · h3 blanques alfil · d2 blanques torre · b1 negres dama | b7 negres peó · f7 blanques rei · h7 negres peó · f5 negres peó · c4 blanques dama · f4 blanques peó · a3 negres rei · c3 blanques peó · h3 blanques alfil · d2 blanques torre · b1 negres dama | b7 negres peó · f7 blanques rei · h7 negres peó · f5 negres peó · c4 blanques dama · f4 blanques peó · a3 negres rei · c3 blanques peó · h3 blanques alfil · d2 blanques torre · b1 negres dama | b7 negres peó · f7 blanques rei · h7 negres peó · f5 negres peó · c4 blanques dama · f4 blanques peó · a3 negres rei · c3 blanques peó · h3 blanques alfil · d2 blanques torre · b1 negres dama | 8 |
| 7 | b7 negres peó · f7 blanques rei · h7 negres peó · f5 negres peó · c4 blanques dama · f4 blanques peó · a3 negres rei · c3 blanques peó · h3 blanques alfil · d2 blanques torre · b1 negres dama | b7 negres peó · f7 blanques rei · h7 negres peó · f5 negres peó · c4 blanques dama · f4 blanques peó · a3 negres rei · c3 blanques peó · h3 blanques alfil · d2 blanques torre · b1 negres dama | b7 negres peó · f7 blanques rei · h7 negres peó · f5 negres peó · c4 blanques dama · f4 blanques peó · a3 negres rei · c3 blanques peó · h3 blanques alfil · d2 blanques torre · b1 negres dama | b7 negres peó · f7 blanques rei · h7 negres peó · f5 negres peó · c4 blanques dama · f4 blanques peó · a3 negres rei · c3 blanques peó · h3 blanques alfil · d2 blanques torre · b1 negres dama | b7 negres peó · f7 blanques rei · h7 negres peó · f5 negres peó · c4 blanques dama · f4 blanques peó · a3 negres rei · c3 blanques peó · h3 blanques alfil · d2 blanques torre · b1 negres dama | b7 negres peó · f7 blanques rei · h7 negres peó · f5 negres peó · c4 blanques dama · f4 blanques peó · a3 negres rei · c3 blanques peó · h3 blanques alfil · d2 blanques torre · b1 negres dama | b7 negres peó · f7 blanques rei · h7 negres peó · f5 negres peó · c4 blanques dama · f4 blanques peó · a3 negres rei · c3 blanques peó · h3 blanques alfil · d2 blanques torre · b1 negres dama | b7 negres peó · f7 blanques rei · h7 negres peó · f5 negres peó · c4 blanques dama · f4 blanques peó · a3 negres rei · c3 blanques peó · h3 blanques alfil · d2 blanques torre · b1 negres dama | 7 |
| 6 | b7 negres peó · f7 blanques rei · h7 negres peó · f5 negres peó · c4 blanques dama · f4 blanques peó · a3 negres rei · c3 blanques peó · h3 blanques alfil · d2 blanques torre · b1 negres dama | b7 negres peó · f7 blanques rei · h7 negres peó · f5 negres peó · c4 blanques dama · f4 blanques peó · a3 negres rei · c3 blanques peó · h3 blanques alfil · d2 blanques torre · b1 negres dama | b7 negres peó · f7 blanques rei · h7 negres peó · f5 negres peó · c4 blanques dama · f4 blanques peó · a3 negres rei · c3 blanques peó · h3 blanques alfil · d2 blanques torre · b1 negres dama | b7 negres peó · f7 blanques rei · h7 negres peó · f5 negres peó · c4 blanques dama · f4 blanques peó · a3 negres rei · c3 blanques peó · h3 blanques alfil · d2 blanques torre · b1 negres dama | b7 negres peó · f7 blanques rei · h7 negres peó · f5 negres peó · c4 blanques dama · f4 blanques peó · a3 negres rei · c3 blanques peó · h3 blanques alfil · d2 blanques torre · b1 negres dama | b7 negres peó · f7 blanques rei · h7 negres peó · f5 negres peó · c4 blanques dama · f4 blanques peó · a3 negres rei · c3 blanques peó · h3 blanques alfil · d2 blanques torre · b1 negres dama | b7 negres peó · f7 blanques rei · h7 negres peó · f5 negres peó · c4 blanques dama · f4 blanques peó · a3 negres rei · c3 blanques peó · h3 blanques alfil · d2 blanques torre · b1 negres dama | b7 negres peó · f7 blanques rei · h7 negres peó · f5 negres peó · c4 blanques dama · f4 blanques peó · a3 negres rei · c3 blanques peó · h3 blanques alfil · d2 blanques torre · b1 negres dama | 6 |
| 5 | b7 negres peó · f7 blanques rei · h7 negres peó · f5 negres peó · c4 blanques dama · f4 blanques peó · a3 negres rei · c3 blanques peó · h3 blanques alfil · d2 blanques torre · b1 negres dama | b7 negres peó · f7 blanques rei · h7 negres peó · f5 negres peó · c4 blanques dama · f4 blanques peó · a3 negres rei · c3 blanques peó · h3 blanques alfil · d2 blanques torre · b1 negres dama | b7 negres peó · f7 blanques rei · h7 negres peó · f5 negres peó · c4 blanques dama · f4 blanques peó · a3 negres rei · c3 blanques peó · h3 blanques alfil · d2 blanques torre · b1 negres dama | b7 negres peó · f7 blanques rei · h7 negres peó · f5 negres peó · c4 blanques dama · f4 blanques peó · a3 negres rei · c3 blanques peó · h3 blanques alfil · d2 blanques torre · b1 negres dama | b7 negres peó · f7 blanques rei · h7 negres peó · f5 negres peó · c4 blanques dama · f4 blanques peó · a3 negres rei · c3 blanques peó · h3 blanques alfil · d2 blanques torre · b1 negres dama | b7 negres peó · f7 blanques rei · h7 negres peó · f5 negres peó · c4 blanques dama · f4 blanques peó · a3 negres rei · c3 blanques peó · h3 blanques alfil · d2 blanques torre · b1 negres dama | b7 negres peó · f7 blanques rei · h7 negres peó · f5 negres peó · c4 blanques dama · f4 blanques peó · a3 negres rei · c3 blanques peó · h3 blanques alfil · d2 blanques torre · b1 negres dama | b7 negres peó · f7 blanques rei · h7 negres peó · f5 negres peó · c4 blanques dama · f4 blanques peó · a3 negres rei · c3 blanques peó · h3 blanques alfil · d2 blanques torre · b1 negres dama | 5 |
| 4 | b7 negres peó · f7 blanques rei · h7 negres peó · f5 negres peó · c4 blanques dama · f4 blanques peó · a3 negres rei · c3 blanques peó · h3 blanques alfil · d2 blanques torre · b1 negres dama | b7 negres peó · f7 blanques rei · h7 negres peó · f5 negres peó · c4 blanques dama · f4 blanques peó · a3 negres rei · c3 blanques peó · h3 blanques alfil · d2 blanques torre · b1 negres dama | b7 negres peó · f7 blanques rei · h7 negres peó · f5 negres peó · c4 blanques dama · f4 blanques peó · a3 negres rei · c3 blanques peó · h3 blanques alfil · d2 blanques torre · b1 negres dama | b7 negres peó · f7 blanques rei · h7 negres peó · f5 negres peó · c4 blanques dama · f4 blanques peó · a3 negres rei · c3 blanques peó · h3 blanques alfil · d2 blanques torre · b1 negres dama | b7 negres peó · f7 blanques rei · h7 negres peó · f5 negres peó · c4 blanques dama · f4 blanques peó · a3 negres rei · c3 blanques peó · h3 blanques alfil · d2 blanques torre · b1 negres dama | b7 negres peó · f7 blanques rei · h7 negres peó · f5 negres peó · c4 blanques dama · f4 blanques peó · a3 negres rei · c3 blanques peó · h3 blanques alfil · d2 blanques torre · b1 negres dama | b7 negres peó · f7 blanques rei · h7 negres peó · f5 negres peó · c4 blanques dama · f4 blanques peó · a3 negres rei · c3 blanques peó · h3 blanques alfil · d2 blanques torre · b1 negres dama | b7 negres peó · f7 blanques rei · h7 negres peó · f5 negres peó · c4 blanques dama · f4 blanques peó · a3 negres rei · c3 blanques peó · h3 blanques alfil · d2 blanques torre · b1 negres dama | 4 |
| 3 | b7 negres peó · f7 blanques rei · h7 negres peó · f5 negres peó · c4 blanques dama · f4 blanques peó · a3 negres rei · c3 blanques peó · h3 blanques alfil · d2 blanques torre · b1 negres dama | b7 negres peó · f7 blanques rei · h7 negres peó · f5 negres peó · c4 blanques dama · f4 blanques peó · a3 negres rei · c3 blanques peó · h3 blanques alfil · d2 blanques torre · b1 negres dama | b7 negres peó · f7 blanques rei · h7 negres peó · f5 negres peó · c4 blanques dama · f4 blanques peó · a3 negres rei · c3 blanques peó · h3 blanques alfil · d2 blanques torre · b1 negres dama | b7 negres peó · f7 blanques rei · h7 negres peó · f5 negres peó · c4 blanques dama · f4 blanques peó · a3 negres rei · c3 blanques peó · h3 blanques alfil · d2 blanques torre · b1 negres dama | b7 negres peó · f7 blanques rei · h7 negres peó · f5 negres peó · c4 blanques dama · f4 blanques peó · a3 negres rei · c3 blanques peó · h3 blanques alfil · d2 blanques torre · b1 negres dama | b7 negres peó · f7 blanques rei · h7 negres peó · f5 negres peó · c4 blanques dama · f4 blanques peó · a3 negres rei · c3 blanques peó · h3 blanques alfil · d2 blanques torre · b1 negres dama | b7 negres peó · f7 blanques rei · h7 negres peó · f5 negres peó · c4 blanques dama · f4 blanques peó · a3 negres rei · c3 blanques peó · h3 blanques alfil · d2 blanques torre · b1 negres dama | b7 negres peó · f7 blanques rei · h7 negres peó · f5 negres peó · c4 blanques dama · f4 blanques peó · a3 negres rei · c3 blanques peó · h3 blanques alfil · d2 blanques torre · b1 negres dama | 3 |
| 2 | b7 negres peó · f7 blanques rei · h7 negres peó · f5 negres peó · c4 blanques dama · f4 blanques peó · a3 negres rei · c3 blanques peó · h3 blanques alfil · d2 blanques torre · b1 negres dama | b7 negres peó · f7 blanques rei · h7 negres peó · f5 negres peó · c4 blanques dama · f4 blanques peó · a3 negres rei · c3 blanques peó · h3 blanques alfil · d2 blanques torre · b1 negres dama | b7 negres peó · f7 blanques rei · h7 negres peó · f5 negres peó · c4 blanques dama · f4 blanques peó · a3 negres rei · c3 blanques peó · h3 blanques alfil · d2 blanques torre · b1 negres dama | b7 negres peó · f7 blanques rei · h7 negres peó · f5 negres peó · c4 blanques dama · f4 blanques peó · a3 negres rei · c3 blanques peó · h3 blanques alfil · d2 blanques torre · b1 negres dama | b7 negres peó · f7 blanques rei · h7 negres peó · f5 negres peó · c4 blanques dama · f4 blanques peó · a3 negres rei · c3 blanques peó · h3 blanques alfil · d2 blanques torre · b1 negres dama | b7 negres peó · f7 blanques rei · h7 negres peó · f5 negres peó · c4 blanques dama · f4 blanques peó · a3 negres rei · c3 blanques peó · h3 blanques alfil · d2 blanques torre · b1 negres dama | b7 negres peó · f7 blanques rei · h7 negres peó · f5 negres peó · c4 blanques dama · f4 blanques peó · a3 negres rei · c3 blanques peó · h3 blanques alfil · d2 blanques torre · b1 negres dama | b7 negres peó · f7 blanques rei · h7 negres peó · f5 negres peó · c4 blanques dama · f4 blanques peó · a3 negres rei · c3 blanques peó · h3 blanques alfil · d2 blanques torre · b1 negres dama | 2 |
| 1 | b7 negres peó · f7 blanques rei · h7 negres peó · f5 negres peó · c4 blanques dama · f4 blanques peó · a3 negres rei · c3 blanques peó · h3 blanques alfil · d2 blanques torre · b1 negres dama | b7 negres peó · f7 blanques rei · h7 negres peó · f5 negres peó · c4 blanques dama · f4 blanques peó · a3 negres rei · c3 blanques peó · h3 blanques alfil · d2 blanques torre · b1 negres dama | b7 negres peó · f7 blanques rei · h7 negres peó · f5 negres peó · c4 blanques dama · f4 blanques peó · a3 negres rei · c3 blanques peó · h3 blanques alfil · d2 blanques torre · b1 negres dama | b7 negres peó · f7 blanques rei · h7 negres peó · f5 negres peó · c4 blanques dama · f4 blanques peó · a3 negres rei · c3 blanques peó · h3 blanques alfil · d2 blanques torre · b1 negres dama | b7 negres peó · f7 blanques rei · h7 negres peó · f5 negres peó · c4 blanques dama · f4 blanques peó · a3 negres rei · c3 blanques peó · h3 blanques alfil · d2 blanques torre · b1 negres dama | b7 negres peó · f7 blanques rei · h7 negres peó · f5 negres peó · c4 blanques dama · f4 blanques peó · a3 negres rei · c3 blanques peó · h3 blanques alfil · d2 blanques torre · b1 negres dama | b7 negres peó · f7 blanques rei · h7 negres peó · f5 negres peó · c4 blanques dama · f4 blanques peó · a3 negres rei · c3 blanques peó · h3 blanques alfil · d2 blanques torre · b1 negres dama | b7 negres peó · f7 blanques rei · h7 negres peó · f5 negres peó · c4 blanques dama · f4 blanques peó · a3 negres rei · c3 blanques peó · h3 blanques alfil · d2 blanques torre · b1 negres dama | 1 |
|   | a | b | c | d | e | f | g | h |   |

El mat en quatre de la dreta és un dels nombrosos primers premis de Zepler, i demostra encertadament el seu estil lògic. Les blanques voldrien jugar 1.Ta2+ Dxa2 2.Db4#, però la dama blanca estaria clavada, cosa que fa el mat impossible. Així doncs, les blanques haurien de moure primer el seu rei a una casella diferent; l'intent de fer-ho directament amb 1.Rf8 o 1.Rg7 falla a causa de 1...Db2!, i els moviments a la columna-e permeten 1...De1+, cosa que mostra que cal fer la gens òbvia 1.Axf5!. Després de 1...Dxf5+ 2.Re7 Db1 (en cas de qualssevol altres escacs, la dama seria capturada) es produeix la posició original altre cop, excepte pel fet que el rei ja no és a la diagonal a2-g8, cosa que fa el mat possible: 3.Ta2+ Dxa2 4.Db4#.
Zepler va ser també un fort jugador d'escacs, membre del Club d'Escacs de Southampton.

## Publicacions
- The Technique of Radio Design Chapman & Hall 1943, 1949
- (& Punnet S W) Electronic Circuit Techniques Blackie 1963
- Electronic devices and networks Blackie 1963
- (& Havel J R P) The Loudness of Sonic Booms and other Impusive Sounds. J. Sound & Vibration vol.2(3), 1965, 249-256
- (& Nichols K G) Transients in Electronic Engineering Chapman & Hall 1971